# 北海道高等盲学校
北海道高等盲学校（ほっかいどうこうとうもうがっこう、Hokkaido Blind High School）は、北海道札幌市中央区にかつて存在していた道立の高等盲学校。2015年（平成27年）3月末に閉校し、北海道札幌視覚支援学校に統合された。
2010年4月8日時点で生徒数は普通科が22名、専攻科が51名。職員数は、普通、専攻科合計105名だった。

## 概要
特色
全国でも数少ない高等部単独の盲学校で、寄宿舎を併設し一人一人の様々な目の障害に応じた教育及び支援を行っていた。また附属理療研修センターでは一般にあん摩・マッサージ・指圧・はり・きゅうによる治療を行っていた。なお高等部の教育および附属理療研修センターは閉校後も新設の北海道札幌支援学校に継承されている。
歴史
1943年（昭和18年）創立の「北海道札幌盲学校」から1974年（昭和49年）に高等部が分離・独立する形で「北海道高等盲学校」として開校。分離・独立から41年後の2015年（平成27年）3月末に閉校。北海道札幌盲学校と統合され、北海道札幌視覚支援学校が新設された。
設置学部
- 高等部
  - 普通科
    - 普通学級 - 高等学校の普通科に準じた教育を行う。
    - 重複障がい学級 - 視覚障害とその他の障害を併せ有する生徒の教育を行う。

  - 専攻科（普通科修了後）
    - 保健理療科 - あんまマッサージ指圧師を養成する職業教育課程。修了すると、国家試験の受験資格を取得。
    - 理療科 - あんまマッサージ指圧師、はり師、きゅう師を養成する職業教育課程。修了すると、国家試験の受験資格を取得。

校章
「明朗・友愛・健康・忍耐」
校章
北海道の地形図を簡略化したものを背景にして、太陽（光）の絵と「高」の文字、校名英語表記の頭文字4文字「H・B・H・S」（Hokkaido Blind High School）を組み合わせたものとなっている。

## 沿革
- 1943年（昭和18年）7月15日 - 「北海道立盲学校」が開校。
- 1950年（昭和25年）4月1日 - 「北海道札幌盲学校」に改称。
- 1974年（昭和49年）4月1日- 北海道札幌高等盲学校より高等部を分離、独立。「北海道高等盲学校」開校。
- 1994年（平成6年）4月1日 - 附属理療研修センターが開所。
- 2015年（平成27年）3月31日 - 北海道札幌視覚支援学校に移行するため閉校。

## 交通機関
最寄りのバス停
- ジェイ・アール北海道バス
  - ロープウェイ線 循環 円10（界川先回り）、循環 円11（南16条先回り）「ロープウェイ前停留所」から徒歩3分。
  - 山鼻線 循環 啓55（ロープウェイ先回り）循環 啓56 （南16条先回り）「南17条西18丁目」から徒歩5分、または「ロープウェイ前」から徒歩3分。

最寄りの鉄道駅
- 札幌市電（路面電車）「ロープウェイ入口停留所」から徒歩7分。